# Inés Paulino
Inés Paulino Mori (São Paulo, Brasil, 1944) es una fotógrafa brasileña, radicada en Chile desde 1970. Es una de las fundadoras de la Asociación de Fotógrafos Independientes de Chile (AFI).

## Biografía
Estudió Comunicación Audiovisual en Brasil.
Llegó a Chile en 1970 y trabajó en diversos medios escritos como fotoperiodista. Fue parte de la Revista Apsi desde 1976, llenado a ser directora de fotografía.
Realizó fotografías del acontecer político del país, así como de los grandes exponentes culturales del momento, como Nicanor Parra o Enrique Lihn.
Su archivo fotográfico fue adquirido en 2016 por la Biblioteca Nacional y se digitalizó entre 2019 y 2021. Con ello se convirtió en la primera fotógrafa en ingresar a la colección de patrimonio fotográfico de la Biblioteca.